# Yuki Ito
Yuki Ito –en japonés, 伊藤有希, Ito Yuki– (Kamikawa, 10 de mayo de 1994) es una deportista japonesa que compite en salto en esquí.
Ganó cinco medallas en el Campeonato Mundial de Esquí Nórdico entre los años 2013 y 2017.
Participó en tres Juegos Olímpicos de Invierno, entre los años 2014 y 2022, ocupando el séptimo lugar en Sochi 2014 y el cuarto en Pekín 2022, en el trampolín normal individual.

## Palmarés internacional
| Campeonato Mundial | Campeonato Mundial     | Campeonato Mundial | Campeonato Mundial |
| Año                | Lugar                  | Medalla            | Prueba             |
| ------------------ | ---------------------- | ------------------ | ------------------ |
| 2013               | Val di Fiemme (Italia) | Medalla de oro     | TN equipo mixto    |
| 2015               | Falun (Suecia)         | Medalla de plata   | TN individual      |
| 2015               | Falun (Suecia)         | Medalla de bronce  | TN equipo mixto    |
| 2017               | Lahti (Finlandia)      | Medalla de plata   | TN individual      |
| 2017               | Lahti (Finlandia)      | Medalla de bronce  | TN equipo mixto    |